# Coupe du monde de combiné nordique 1984-1985
Navigation
1983–1984 1985–1986
La Coupe du monde de combiné nordique 1985, disputée en 7 épreuves, a été remportée par le Norvégien Geir Andersen.

## Les sites des épreuves
| \| Planica Saint-Moritz Oberwiesenthal Schonach Leningrad Lahti Oslo \| Les sites des compétitions |
| Planica Saint-Moritz Oberwiesenthal Schonach Leningrad Lahti Oslo                                  |

La Coupe du monde s'est déroulée exclusivement en Europe.

## Classement final
| Rang | Nom                | Pays                 | Points |
| ---- | ------------------ | -------------------- | ------ |
| 1    | Geir Andersen      | Norvège              | 140    |
| 2    | Hermann Weinbuch   | Allemagne de l'Ouest | 126    |
| 3    | Hubert Schwarz     | Allemagne de l'Ouest | 079    |
| 4    | Hallstein Bøgseth  | Norvège              | 069    |
| 5    | Heiko Hunger       | Allemagne de l'Est   | 062    |
| 6    | Uwe Dotzauer       | Allemagne de l'Est   | 052    |
| 7    | Thomas Müller      | Allemagne de l'Ouest | 046    |
| 8    | Torbjørn Løkken    | Norvège              | 039    |
| 9    | Ivar Olsen         | Norvège              | 038    |
| 10   | Klaus Sulzenbacher | Autriche             | 034    |

## Calendrier
| Étape                                                 | Date             | Épreuve                             | Vainqueur        | Deuxième         | Troisième         |
| Planica                                               |                  |                                     |                  |                  |                   |
| 1                                                     | 15 décembre 1984 | Gundersen individuel – K92 / 15 km  | Geir Andersen    | Hubert Schwarz   | Hallstein Bøgseth |
| Saint Moritz                                          |                  |                                     |                  |                  |                   |
| 2                                                     | 20 décembre 1984 | Gundersen individuel – K94 / 15 km  | Geir Andersen    | Hubert Schwarz   | Thomas Müller     |
| Oberwiesenthal                                        |                  |                                     |                  |                  |                   |
| 3.                                                    | 29 décembre 1984 | Gundersen individuel – K90 / 15 km  | Heiko Hunger     | Uwe Dotzauer     | Oliver Warg       |
| Schonach (Coupe de la Forêt-noire)                    |                  |                                     |                  |                  |                   |
| 4                                                     | 5 janvier 1985   | Gundersen individuel – K90 / 15 km  | Hermann Weinbuch | Geir Andersen    | Hubert Schwarz    |
|                                                       |                  |                                     |                  |                  |                   |
| Seefeld Championnats du monde (17 au 27 janvier 1985) |                  |                                     |                  |                  |                   |
|                                                       |                  |                                     |                  |                  |                   |
| Leningrad                                             |                  |                                     |                  |                  |                   |
| 5                                                     | 23 février 1985  | Gundersen individuel – K88 / 15 km  | Geir Andersen    | Hermann Weinbuch | Hallstein Bøgseth |
| Lahti                                                 |                  |                                     |                  |                  |                   |
| 6                                                     | 2 mars 1985      | Gundersen individuel – K88 / 15 km  | Geir Andersen    | Hermann Weinbuch | Thomas Müller     |
| Oslo                                                  |                  |                                     |                  |                  |                   |
| 7                                                     | 16 mars 1985     | Gundersen individuel – K105 / 15 km | Hermann Weinbuch | Geir Andersen    | Heiko Hunger      |